# Lynn Gaggioli
Lynn Gaggioli (Lynn Brotzman de soltera) (Houston, 7 de desembre de 1974) és una ciclista estatunidenca que fou professional del 2002 al 2005.
Està casada amb el també ciclista Roberto Gaggioli.

## Palmarès
- 2002
  - 1a al Joe Martin Stage Race
  - Vencedora d'una etapa al Nature Valley Grand Prix
- 2003
  - 1a al Joe Martin Stage Race i vencedora de 3 etapes
  - Vencedora d'una etapa al Bisbee Tour
- 2004
  - 1a a la Valley of the Sun Stage Race
  - 1a al Joe Martin Stage Race i vencedora d'una etapa
  - 1a al Bisbee Tour i vencedora d'una etapa
  - Vencedora d'una etapa al Tour de Toona
- 2005
  - 1a al Joe Martin Stage Race i vencedora de 2 etapes
  - Vencedora d'una etapa al Nature Valley Grand Prix